# وادی الحلو
وادی الحلو (به عربی: وادی الحلو) یک منطقهٔ مسکونی در امارات متحده عربی است که در امارت شارجه واقع شده‌است. وادی الحلو ۲۱۶ متر بالاتر از سطح دریا واقع شده‌است.